# Nicola Siciliano
Nicola Siciliano (Napoli, 14 agosto 2002) è un rapper, produttore discografico e fonico italiano.

## Biografia

### Infanzia ed esordi
Nato nel 2002 a Napoli e cresciuto nel quartiere di Secondigliano, Nicola Siciliano si è avvicinato alla musica all'età di sette anni e appena un anno dopo ha pubblicato in rete la sua prima canzone, Nu suonn. Inizialmente si dedica anche al videomaking, attività che gli permetterà di dirigere i vari videoclip dei suoi primi brani tra cui il video di "P Secondigliano" come regista e montaggio video e nella maggior parte dei suoi lavori, Nicola ricopre la figura di autore, produttore e beatmaker.
Da Dicembre 2024 diventa produttore discografico. 

### 2015-2019: Le prime canzoni eP Secondigliano
Nel 2015 ha pubblicato su YouTube Nu suonn, il primo videoclip presente sul suo canale, ed è seguito successivamente da altre canzoni, freestyle e remix di brani già famosi nel panorama rap internazionale, come T preg, remix della traccia Notice Me dei Migos, e Billy RMX, remix di Billy di 6ix9ine, entrambi pubblicati nel 2018, che riscuotono buoni numeri sulla piattaforma di video. Il 19 aprile 2018 ha rilasciato il singolo P Secondigliano con Geolier e i due cominciano a ricevere notorietà. Il 17 ottobre successivo Nicola pubblica Range bianco il primo singolo ufficiale per le piattaforme musicali in streaming, seguito un mese dopo da Mon amour. Nel 2019 rilascia un nuovo singolo, Familia, e nel frattempo arrivano le prime collaborazioni; collabora nel singolo Ngopp' a luna, poi con Ntò partecipa nel brano Famoso e, infine, con Sick Luke ha pubblicato Mambo, il primo singolo che ha anticipato il primo album di Nicola Siciliano.

### 2020:Napoli 51: Primo contattoeNapoli 51
Il 14 agosto 2020, nel giorno del suo diciottesimo compleanno, ha rilasciato in versione digitale il primo album in studio dal titolo Napoli 51: Primo contatto per l'etichetta Sony Music. Il disco contiene 14 tracce, tra cui i singoli Trip, in collaborazione con Nayt, MVMA e Sole, rilasciati nei mesi precedenti dell'uscita dell'album, oltre a Mambo. Inoltre è presente Enzo Dong nel disco, con il quale Nicola ha collaborato anche nel suo singolo A cap pa guerr, pubblicato il 9 luglio 2020.
Il 30 ottobre 2020 Nicola ha annunciato l'uscita del nuovo album. Il disco, dal titolo Napoli 51, contiene dodici tracce inedite, di cui cinque realizzate rispettivamente con Vegas Jones, Nitro, Ketama126, Clementino, più le tracce del Primo contatto. Questo disco, a differenza del precedente, è stato rilasciato sia in copia fisica che nei digital stores. Nei suoi lavori Nicola ricopre anche la figura di produttore e beatmaker, tant'è vero che in Napoli 51 quasi tutte le tracce sono prodotte da lui. Sempre nel mese di ottobre Nicola prende parte a Giro veloce di Vegas Jones nella traccia Ulala, mentre qualche settimana dopo partecipa nel brano Femmena di Livio Cori.

### 2022-2025:Skugnizzo e Trevi (Freestyle)
Il 14 ottobre 2022 pubblica l'EP Freestyle Pack. Nel 2024 torna in sala d'incisione per l'album Skugnizzo, pubblicato il 15 novembre. L'anno successivo continuano le incisioni. Il 25 luglio 2025 omaggia il cantante Mario Trevi pubblicando Trevi (Freestyle).
 Il 1° agosto dello stesso anno Trevi e Siciliano sono ospiti nel TGR Campania per parlare del brano. 

## Discografia

### Album in studio
- 2020 – Napoli 51: Primo Contatto
- 2020 – Napoli 51
- 2022 - Freestyle Pack
- 2024 – Skugnizzo

### Raccolte
- 2022 – Freestyle Pack

### Singoli

#### Come artista principale
•  2015 - Nu suonn 
•  2017 - Mike Tyson (freestyle) 
•  2018 - P Secondigliano  
•   2018 - T Preg  
- 2018 – Range bianco
- 2018 – Mon amour
- 2019 – Familia
- 2019 – Mambo (feat. Sick Luke)
- 2020 – Trip (feat. Nayt)
- 2020 – MVMA
- 2020 – Sole
- 2020 – Resta cu me (feat. Ketama126)
- 2020 – Collera (feat. Rocco Hunt e Nicola Siciliano)
- 2021 – Run
- 2022 – Ombrello
- 2022 – Vieni
- 2022 – Freestyle #6
- 2022 – Freestyle #5
- 2022 – Freestyle #4
- 2022 – Freestyle #3
- 2023 – Niente più
- 2024 – Colpa mia
- 2024 – Addio
- 2024 – Crir a me
- 2025 - Trevi (Freestyle)

#### Come artista ospite
- 2018 – P Secondigliano (Nicola Siciliano feat Geolier)
- 2019 – Ngopp' a luna ( Nicola Siciliano)
- 2019 – Famoso (Ntò feat. Nicola Siciliano)
- 2020 – A cap pa guerr ( Nicola Siciliano)
- 2021 – No Stick (Icon808 feat. Nicola Siciliano, Nitro e Braco)
- 2022 - ‘’Macchine-Feat Bresh’’
- 2024 – Fdtck - Red Bull Posse (Stabber feat. Gemitaiz, Nicola Siciliano e Joshua)

### Collaborazioni
- 2020 – Ulala (Vegas Jones feat. Andry The Hitmaker, Giaime e Nicola Siciliano)
- 2020 – Femmena (Livio Cori feat. Nicola Siciliano)
- 2021 – Mai più (2nd Roof feat. Nicola Siciliano e Wayne Santana)
- 2021 – Promettimi (Blind feat. Guè e Nicola Siciliano)
- 2022 – Amore lo-fi (Clementino feat. Madame e Nicola Siciliano)
- 2022 – Macchine (TY1 feat. Nicola Siciliano e Bresh)
- 2023 – Lauryn Hill (Don Joe feat. Joan Thiele, Nicola Siciliano e Guè)
- 2023 – Big Show (Il Tre feat. Nicola Siciliano)
- 2025- Tusi ( JLord Feat.  Nicola Siciliano)
- 2025- Comme è Merican ( Im Envy Feat. Nicola Siciliano)